# Min søn
Min søn (russisk: Мой сын) er en sovjetisk film fra 1928 af Jevgenij Tjervjakov.

## Medvirkende
- Gennadij Mitjurin som Andrej Surin
- Anna Sten som Olga Surina
- Pjotr Berezov som Gregor
- Ljudmila Semjonova
- Nikolaj Tjerkasov som Pat